# 瑟西 (漫畫)
瑟西（英語：Sersi），是一名在漫威漫畫中出現的虛構女超級英雄。為永恆族的成員。她首次出現在1976-1978年的漫畫系列《永恆族》中。她是復仇者聯盟和God Squad的成員。

## 出版歷史
瑟西首次出現在永恆族＃3（1976年9月），當時其名字的拼法為Sersy。儘管當時永恆族由漫威漫畫出版，但永恆族並未被視為漫威宇宙的一部分，而是作為另一個獨立的系列。這系列作品中的角色後來才被納入漫威宇宙，並在80年代，瑟西在復仇者聯盟漫畫系列和美國隊長漫畫系列中做了一些客串演出。
1990年，瑟西加入了復仇者聯盟，在她的永恆族同伴吉爾伽美什受傷後離開了隊伍。
與其他漫威人物一樣，瑟西和黑騎士被短暫納入超極宇宙中，當時該系列被漫威漫畫收購。
尼爾·蓋曼在2006年的永恆族系列重啟期間重新設計了這個角色。
瑟西和其他永恆族成員在傑森·亞倫的復仇者故事中回歸，然而在＃4中，他們都在涉及黑暗天神組的故事中被殺了。

## 人物經歷

### 起源和早期歷史
瑟西是永恆族的第四代成員，永恆族是人類的進化分支。她是赫利俄斯（Helios）和珀爾絲（Perse）的女兒，可能出生於希臘的奧林匹亞，在摧毀亞特蘭提斯和利莫里亞的大災變發生之後，發生了一次冰河擴張時代，被稱為亥伯里恩時代的期間。在瑟西年輕的時候，她與她的永恆族同伴不同，她渴望在人類社會中生活。她在古美索不達米亞時期第一次見到了當時穿越時空回到過去的美國隊長。儘管瑟西當時的外貌還是一個孩子，但她實際上已經存在幾千年了。
幾千年後，瑟西居住在古希臘，在那裡她遇見了詩人荷馬，也就是後來寫了西方文學中最早的作品之一奧德賽的人。史詩當中一名生活在愛琴海島嶼艾尤岛上，將英雄奧德修斯變成豬的女巫喀耳刻，就是以瑟西為基礎創作的。
瑟西在作為喀爾刻的名義下，在古代囚禁了潘朵拉的盒子中的小惡魔。瑟西不像她的大多數永恆族同伴，住在他們隱藏的城市，瑟西陶醉於她的人類身分，她在人類中生活的時間比其他永恆族人都長。因此，瑟西一直活在歷史中各個重要的地方，從尼祿時期的羅馬到傳說中的亞瑟王的城市卡美洛，她在當時幫助魔法師梅林打敗了一個篡奪了他位置的假冒者。瑟西還在巴黎圍城戰中與索爾並肩作戰過，雖然他沒有意識到這一點。瑟西曾是個舞蹈演員，演員，魔術師，享樂主義者和冒險家。

### 漫威時代
在1976 年出版的The Eternals Volume 1 #3-5 中，瑟西在紐約市與變異族戰鬥，之後人類學家山謬·霍登(Samuel Holden)博士將在紐約城市學院她與其他永恆族一起介紹給全世界。瑟西對說話溫和的醫生著迷，並開始與他交往。
瑟西遇見雷神索尔並成為他的盟友。然後她參加了奧林匹亞眾神和永恆族之間的戰鬥。儘管她對永恆族忠誠，但瑟西重視她的獨立性，她經常拒絕參加永恆族的聚會。在一次這樣的情況下，永恆族的多摩派德爾芬兄弟(Delphan Brothers)將她帶到奧林匹亞，以便所有永恆族組成統一心靈(統一心靈是由光、心靈和纯粹的能量所構成，它是由多名永恆族人齊聚在一起，结合他们的意志和思维所創造的精神生命體，外觀類似巨大的腦)來討論他們的未來。然而，瑟西決定不參加，因為無論結果如何，她都會繼續做她想做的事。德爾芬兄弟不知道，瑟西的兩位派對嘉賓是黃蜂女和星狐，令瑟西高興的是，復仇者聯盟實際上破壞了聚會。他們也來到了奧林匹亞，在那裡發現星狐是泰坦神族的曼托爾的兒子，祖拉斯的兄弟。當大多數永恆族決定離開地球前往太空時，瑟西選擇留下。
至少13年後，復仇者聯盟的美國隊長需要一個具有幻覺或變形能力的人來幫助他處理他正在處理的案件。他在復仇者聯盟的數據庫中找到了瑟西的地址，並決定向她尋求幫助。瑟西非常樂意幫助“隊長”（她非常喜歡隊長，並不斷地和他調情，這讓隊長感到很尷尬），她告訴他，她需要與他共進一頓晚餐作為回報。
瑟西和永恆族，雷神索爾和西海岸復仇者聯盟一起對抗告爾。瑟西還幫助復仇者聯盟對抗變異族和古神賽特。當她的永恆族同胞-被遺忘者在擔任復仇者期間受傷時，復仇者們向瑟西尋求幫助。她與復仇者聯盟一起前往負區尋找永恆族，她在那裡似乎被爆破獅王殺死，但之後又復活了。

### 地球上最強大的復仇者
復仇者聯盟隊長-美國隊長因為之前的幫助，決定邀請瑟西加入復仇者聯盟。瑟西接受了隊長的求婚，成為了地球上最強大的復仇者之一（也許是因為她對隊長的吸引力，或者因為她發現她比她所表達的更喜歡英勇)。在她與團隊的第一個任務中，她幫助他們擊敗了涅布拉。
瑟西是復仇者聯盟陣容中的一個強大成員，儘管她無害的調情常讓美國隊長難堪。然後，在兄弟會對地球的攻擊中，瑟西被俘虜並與兄弟會領袖埃克托領主(Thane Ector)組成了一個統一心靈。但永恆族禁止兩種不同物種之間的這種心靈結合，因為它可能導致永恆族精神紀律的崩潰。瑟西與西比爾·多恩(Sybil Dorn)戰鬥，並成為埃克托領主的盟友。
幾個月後,瑟西變得更有攻擊性；在復仇者聯盟參與克里人-希阿帝國戰爭期間，她是參與謀殺克里人領袖未遂的復仇者之一。

### 黑騎士的愛與普羅克特的邪惡
在此期間，瑟西開始與她的復仇者同伴黑騎士-戴恩·惠特曼談戀愛。復仇者聯盟則與一個叫普羅克特( Proctor)的惡棍戰鬥，普羅克特正在將來自不同宇宙的復仇者聯盟聯合起來，組成一個名為“收集者”(The Gatherers)的團隊。
接著，黑騎士、瑟西和新的復仇者成員水晶之間形成了三角關係。後來，當復仇者聯盟前往波勒馬庫斯星球(planet Polemachus)時，失控的瑟西在見到邪惡的牧師安斯卡(Anskar)謀殺了一個名叫阿斯特拉(Astra)的年輕女孩時，瑟西為了報復而殺死了他。
當復仇者聯盟返回地球時，瑟西逃到瓦坎達的勇士瀑布，試圖擺脫她因魯莽行為而感到的內疚和恐懼。黑騎士找到了她並說服她返回復仇者總部。瑟西對黑騎士說她擔心自己會發瘋。回到復仇者聯盟總部後，瑟西突然襲擊了復仇者聯盟。接著她被偽裝為幻視的收集者的成員-反幻視阻止了，而真正的幻視被囚禁在普羅克特的安第斯山基地。
這時，瑟西的永恆族同胞已經意識到她不穩定的天性。於是伊格瑞斯、阿雷克斯(Arex) 和絲派特來找上了她，將她送回永恆之都-奧林匹亞。永恆族們擔心瑟西患有Mahd W'yry病，這是一種由於永恆族的長壽而導致的精神崩潰。瑟西認為他們的擔心毫無意義且過時，拒絕跟他們回到奧林匹亞。復仇者聯盟也不想讓永恆族帶走他們的一員。而且他們發現，如果瑟西被證實患有Mahd W'yry病，永恆族計劃通過分子分解來“清除”她，也就是殺死她。絲派特得知瑟西與黑騎士的戀人關係後，提議讓黑騎士成為她的靈魂伴侶。在進一步討論此事之前，伊格瑞斯利用他作為永恆族之主的力量在瑟西和黑騎士之間建立了聯繫。永恆族隨後離開了。黑騎士對結果並不滿意，因為此前他已經決定他愛的是水晶，而不是瑟西。
復仇者們接著襲擊了普羅克特的安第斯城堡。然後他們與克里自殺小隊作戰，在傑諾沙之戰中，瑟西對上了埃索德克斯。復仇者還進軍越雷莫里亞(Lemuria)，對抗瘋狂的神官告爾，也是瑟西的老敵人。
隊友之間的關係持續惡化，瑟西一直處於不穩定狀態。復仇者聯盟請蟻人漢克·皮姆找出她精神問題的原因。有一次，瑟西向復仇者聯盟的管家艾德恩·賈維斯吐露說，她一直夢見一個身穿黑衣的陌生男子正在襲擊她認識的年輕人。賈維斯進一步探查她，瑟西用她的力量將普羅克特的形像從她的腦海中抹去。賈維斯和瑟西都沒有見過普羅克特，也不認識他。這時，兩名警察前來盤問瑟西。人們發現幾個從河裡挖出來的，變成了石頭的年輕人。而瑟西被認為是這幾起案子的犯人。
瑟西對這一指控感到驚訝。但復仇者聯盟相信她有這個能力犯罪。當警察試圖逮捕她時，瑟西摧毀了復仇者聯盟大廈並逃往布魯克林大橋。在她發狂的狀態下，她通過靈魂鏈接將黑騎士召喚到了她的身邊，兩人準備與其他復仇者戰鬥。當瑟西攻擊復仇者中的水晶時，黑騎士竟暫時打破了兩人的靈魂羈絆。瑟西對此感到震驚，並摧毀了布魯克林大橋。
普羅克特終於找到了瑟西，他向她透露了他的瘋狂計劃。普羅克特將她抓穫後返回他在紐約的行動基地，並透露他就是讓瑟西瘋狂的幕後黑手，也是他將那些年輕人變成石頭。隨著瑟西的記憶恢復，瑟西擺脫了普羅克特的控制，並偶然發現了他的密室，裡面關著一名 觀察者-烏特(Ute)。裡面還顯示普羅克特穿梭各個宇宙，已經殺死了的無數其他世界的瑟西。瑟西感到困惑，收集者中的里克(Rik)再次控制住了她。復仇者聯盟受到了永恆族的聖娜和絲派特的幫助。他們根據賈維斯對瑟西所看到的夢的描述，復仇者們得出結論，了解到普羅克特才是一切的幕後黑手。烏特也透過靈體投射警告他們應該打敗普羅克特，否則所有的宇宙都會崩潰。黑騎士也發現了普羅克特竟是另一個的平行宇宙的邪惡自己。與此同時，普羅克托開始了他計畫的最後一步:利用瑟西和烏特的生命能量將各種現實相互瓦解。
聖娜和絲派特加入復仇者聯盟後，一同趕到現場，卻遇到了收集者們。復仇者聯盟開始與各種收集者們戰鬥，黑騎士則接近普羅克特本人，卻被普羅克特以烏木之刃擊敗。普洛克特開始將黑騎士的本質“聚集”到自己體內，準備與他融合時，被關住的瑟西和烏特只能注視著戰況。此時，水晶的分居丈夫-快銀救了他們，被釋放的瑟西用普羅克特的烏木之刃殺死了普羅克特。垂死的烏特則用他的力量消除了這些戰鬥對復仇者聯盟大廈、布魯克林大橋和其他各個地方造成的破壞，並打開了通往另一個現實的維度裂縫。瑟西擔心普羅克特對她的精神操縱仍然存在，決定進入這道維度裂縫，以便擺脫他的瘋狂。黑騎士也決定與瑟西一起流亡。他覺得自己對瑟西所遭受的痛苦負有責任，於是兩人進入了次元裂隙，暫時離開了復仇者聯盟。

### 在超極宇宙中迷失
瑟西及黑騎士在進入了裂痕後，被傳送到了超極宇宙的不同地方，瑟西在非洲，而黑騎士則到了邁阿密。瑟西接著被無限寶石之一的自我寶石給操控。自我寶石打算利用瑟西與其他寶石團聚。不過瑟西的意志對於寶石來說太強大了，於是自我寶給了她一天與過去和平相處的時間。
與此同時，黑騎士遇到了超極力量，也是超極宇宙中最強大的英雄團隊，成員如硬殼、普萊姆和黃玉。在得知洛基控制了無限寶石後，黑騎士試圖聯繫復仇者聯盟，但被自我寶石操控的瑟西出現並阻擾他們。瑟西與亞馬遜女王黃玉對戰。黑騎士介入並結束了戰鬥。自我寶石意識到它可以利用超極力量來與其他的無限寶石團聚，所以它迫使瑟西派他們去追尋其他六顆寶石。黑騎士和超極力量未能從洛基手中奪取寶石。瑟西將他們送回基地後，完全被自我寶石給控制了。
瑟西接著意識到宗師為了獲得心靈寶石也來到了超極宇宙。自我寶石也控制住了宗師，並向洛基提議進行一場比賽。如果宗師贏了，宗師將獲得心靈寶石。如果洛基贏了，他會被告知自我寶石所在的位置。這遊戲被稱為Worlds and Warriors，是一種紙牌遊戲的簡化版。然而，玩家將使用真正的英雄而不只是卡片。宗師選擇了復仇者聯盟，而洛基選擇了超極力量。每個團隊的成員都會與另一個團隊的成員進行較量。復仇者聯盟被告知這是為了阻止洛基並拯救黑騎士，而超極力量的成員被告知復仇者聯盟是入侵此宇宙的部隊。不過各戰鬥都以平手告終，而洛基聲稱自己勝利。受自我寶石控制的宗師告訴洛基，自我寶石在瑟西那。兩人隨之交戰，瑟西在洛基採取行動之前將無限寶石與他分開。這時，自我寶石釋放了瑟西的力量。並與其他六顆寶石重聚，七顆寶石融合成了一個自稱為涅莫希斯的宇宙靈體。
涅莫希斯想要創造一個新世界，並且融合了複仇者聯盟宇宙和超極力量宇宙的各種元素，創造了一個汞合金宇宙。但是此宇宙中有太多相互衝突的元素，當黃玉與洛基接觸時，宇宙結構崩潰了。涅莫希斯打算在繼續創造新的宇宙，但是其他六顆寶石都在抵抗她，涅莫希斯失去了將所有寶石聯合起來的控制力。復仇者聯盟和超極力量聯手攻擊她。讓黑騎士偷偷接近並再次分離無限寶石。復仇者聯盟也回到了漫威宇宙的地球，而超極力量和黑騎士回到了超極宇宙。瑟西則徘徊在半空中，直到黑騎士回到她身邊。

### 古代敵人 - 現代重生
隨著時間的推移，瑟西和黑騎士找到了返回漫威宇宙的方法，但他們在回到十字軍東征時代之前，並與反派埃索德克斯戰鬥。
兩人回到正確的時間線後再次分開。黑騎士發現自己在紐約，但復仇者聯盟成員均在狂攻傳奇事件中陣亡，因此他加入了雇傭英雄。然而，瑟西則在發現了反派告爾的另一個陰謀後，打算尋求復仇者聯盟的幫助，卻發現復仇者聯盟已瓦解了，她轉向雇傭英雄求助。打敗了告爾，瑟西和黑騎士在經歷了這一切之後，決定先分開一段時間。
瑟西回到奧林匹亞，直到後來幫助復仇者聯盟對抗摩根娜勒菲，她接著加入了新血脈(New Breed)，這是一個永恆組組成的超級英雄團體，目的是為了對抗變異族。

### 永恆族（2006）
由於絲派特想成為人類，他改變了所有永恆族的記憶與存在，讓他們相信自己是正常人類。瑟西也受其影響，她住在紐約，並從事派對規劃的工作。她既不記得她作為永恆族的記憶，也不知道她擁有的超能力。她被沃羅熱卡副總理諸克聘用，在沃羅熱卡大使館舉辦派對。接著，瑪卡瑞（暫時恢復了他的能力，但仍想不起自己作為永恆族的記憶）和鋼鐵人阻止了一群打算在派對中進行恐攻的槍手，鋼鐵人接著詢問瑟西是否已註冊，因為她是一名前復仇者成員。瑟西聽不懂鋼鐵人的意思，後來鋼鐵人發現復仇者聯盟數據庫中不再有任何關於瑟西的記錄時，他也感到十分困惑。接著瑟西測試了自己的力量，意外地將一隻貓變成了一條龍。最後瑟西決定過著正常人類生活，既不想成為永恆族，也不想過著鋼鐵人提供給她的複仇者的生活。
瑟西現已從超級英雄的世界中退休，成為一個派對策劃網站的負責人。她拒絕了黃蜂女向她提出再次成為復仇者成員的請求，但她還是用她的力量幫助復仇者追蹤了楊羅格。

### 死亡
當天神族到達地球時，瑟西和所有其他永恆族在意識到他們被創造的真正目的後自殺了。當鋼鐵人和奇異博士前往希臘山區時，看到了她與其他永恆族的屍體。

## 能力
作為永恆族這個超人種族的成員，瑟西擁有永恆族人的標準能力，不過她將她大部分的力量集中在變形能力上，並在幾個世紀中以這種能力將自己的存在作為幻覺。瑟西重新排列物體分子結構的靈能能力遠遠超過其他永恆族人， 瑟西的分子重排能力的限制尚未被公開。瑟西是唯一擅長物質變形的存在，她的該種能力到達五級（總共1-5級）。她有能力改變包括生物在內的所有物質的分子和原子結構。但是，她表示她難以重新排列亞原子物質。
瑟西擁有天才的智慧和超人的力量（她可以通過靈能懸浮重物），耐力，耐久性，敏捷性和反應能力。瑟西擁有操縱宇宙能量以增強其生命力的能力，賦予她對各種形式的物理傷害免疫的能力和永生，她能夠以熱能，光能或震盪力以及其他力量從她的眼睛或手中投射宇宙能量。瑟西可抵抗寒冷，疾病，電，能量，熱量，輻射和毒素攻擊。她不會衰老，而且只有在她的原子分散的情況下才能殺死她。瑟西對她的身體形態擁有完全的精神控制，賦予她對各種形式的物理傷害免疫的能力和不朽。
瑟西有能力讓自己和其他七個人漂浮，並以超人類的速度飛行。她有能力施展幻象，以便掩飾她和其他人的外表。她有能力傳送自己和其他人，像其他永恆族一樣，瑟西發現他們的自我傳送方法會令他們感到不適，所以她謹慎使用這種能力。瑟西可以通過心靈感應進行交流，不過她無法閱讀任何不朽族的心靈，但她可以控制永恆族，不朽族和人類的思想。瑟西可以通過電磁方式操縱物體並產生力場。與所有永恆族一樣，瑟西可以成為統一意念的一部分，這是一種由永恆族組成的實體。
瑟西作為一名訓練有素的舞者，幾個世紀以來一直在完善她的能力，在她的超人體質的幫助下，瑟西具有非凡的運動能力。她還展示了武術，使用多種語言，摔跤和時裝設計的才能。

## 其他版本
瑟西在多元宇宙中有許多其他版本，但其中許多人都被普羅克特（Proctor）殺死了。

### 變種人X
在變種人X宇宙中，瑟西以及許多其他的永恆族和異人族在華盛頓特區對抗德古拉和超越者。但他們都死亡了。

## 其他媒體

### 電影
- 漫威電影宇宙：由陳靜飾演瑟西。
  - 《永恆族》[1]（2021年）

### 遊戲
- 《漫威：未來之戰》：手機遊戲，瑟西是玩家可使用角色之一。
- 《漫威超級戰爭》
- 《漫威：未來革命》